# メキシコ国立交響楽団
メキシコ国立交響楽団（メキシコこくりつこうきょうがくだん、スペイン語: Orquesta Sinfónica Nacional、略称:OSN）は、メキシコのメキシコシティに本拠を置くオーケストラ。

## 概要
1881年創設。1928年にカルロス・チャベスが複数のオーケストラを統合しメキシコ交響楽団 (Orquesta Sinfónica de México) を設立した。

1947年にべラス・アルテス国立劇場のフランチャイズ・オケとして国立音楽院交響楽団 (Sinfónica del Conservatorio Nacional de Música) となり、
1949年から現在の名称、文化省所属のオーケストラとなる。
1954年から18年にわたり音楽監督を務めたルイス・エレラ・デ・ラ・フエンテの時代に、アンダンブルが鍛えられ、国内外の楽旅を行うなど、楽団はスケールアップを果たした。しかし、政治家の芸術への介入により解任され、その後の音楽監督も短期間の在任を繰り返した。ようやく1990年にエンリケ・アントニオ・ディエメッケが音楽監督に就任してからは、国内外へのツアーを復活させ、レパートリーを拡大した。

2007年からカルロス・ミゲル・プリエト が音楽監督を務め、ヨーロッパツアーを成功させ、録音にも積極的に取り組んだ。
著名外国人指揮者の客演では、モントゥー、バーンスタイン、ストラヴィンスキー、クレンペラー、チェリビダッケなどが指揮している。
一方で、音楽監督等は自国出身の指揮者を起用するなど、自国出身の音楽家達を育てている。
また、メキシコとラテンアメリカの音楽のレパートリーの普及に尽くしている。

## 歴代音楽監督、首席指揮者等
- アルフレード・バブロット（1881年-1902年）
- カルロス・J・メネセス（1902年-1913年）
- ヘスス・M・アクーニャ（1915年-1916年）
- マヌエル・ポンセ（1916年-1920年）
- ジュリアン・カリロ（1920年-1924年）
- カルロス・チャベス（1928年-1941年）
- エドゥアルド・エルナンデス＝モンカーダ (1947年-1949年)
- ホセ・パブロ・モンカーヨ (1949年-1954年)
- ルイス・エレラ・デ・ラ・フエンテ (1954年-1972年)
- カルロス・チャベス（1973年）
- セルヒオ・カルデナス（1979年-1984年）
- ホセ・グアダルーペ・フローレス (1985年-1986年)
- フランシスコ・サビン（1986年-1988年）
- ルイス・エレラ・デ・ラ・フエンテ (1989年-1990年)
- エンリケ・アントニオ・ディエメッケ（1990年-2007年）
- カルロス・ミゲル・プリエト (2007年-2022年)
- ルートヴィヒ・カラスコ (2023年- )